# Cryptogonimus spinovum
Cryptogonimus spinovum är en plattmaskart. Cryptogonimus spinovum ingår i släktet Cryptogonimus och familjen Cryptogonimidae. Inga underarter finns listade i Catalogue of Life.